# Berwick (condado de York)
Berwick es un lugar designado por el censo ubicado en el condado de York en el estado estadounidense de Maine. En el Censo de 2010 tenía una población de 2.187 habitantes y una densidad poblacional de 527,75 personas por km².

## Geografía
Berwick se encuentra ubicado en las coordenadas 43°16′12″N 70°51′45″O / 43.27000, -70.86250. Según la Oficina del Censo de los Estados Unidos, Berwick tiene una superficie total de 4.14 km², de la cual 4.07 km² corresponden a tierra firme y (1.75%) 0.07 km² es agua.

## Demografía
Según el censo de 2010, había 2.187 personas residiendo en Berwick. La densidad de población era de 527,75 hab./km². De los 2.187 habitantes, Berwick estaba compuesto por el 94.33% blancos, el 0.64% eran afroamericanos, el 0.27% eran amerindios, el 2.01% eran asiáticos, el 0.05% eran isleños del Pacífico, el 0.14% eran de otras razas y el 2.56% pertenecían a dos o más razas. Del total de la población el 1.42% eran hispanos o latinos de cualquier raza.